# Stazione di Berazategui
La stazione di Berazategui (Estación Berazategui in spagnolo) è una stazione ferroviaria della linea Roca situata nell'omonima città della provincia di Buenos Aires.

## Storia
La stazione fu aperta al traffico nel 1872 dalla compagnia Ferrocarril Buenos Aires al Puerto de la Ensenada ed intitolata a José Clemente Bersategui, che aveva messo a disposizione i terreni per il prolungamento della ferrovia e la costruzione della fermata.